# Lackminiaturen aus Fedoskino

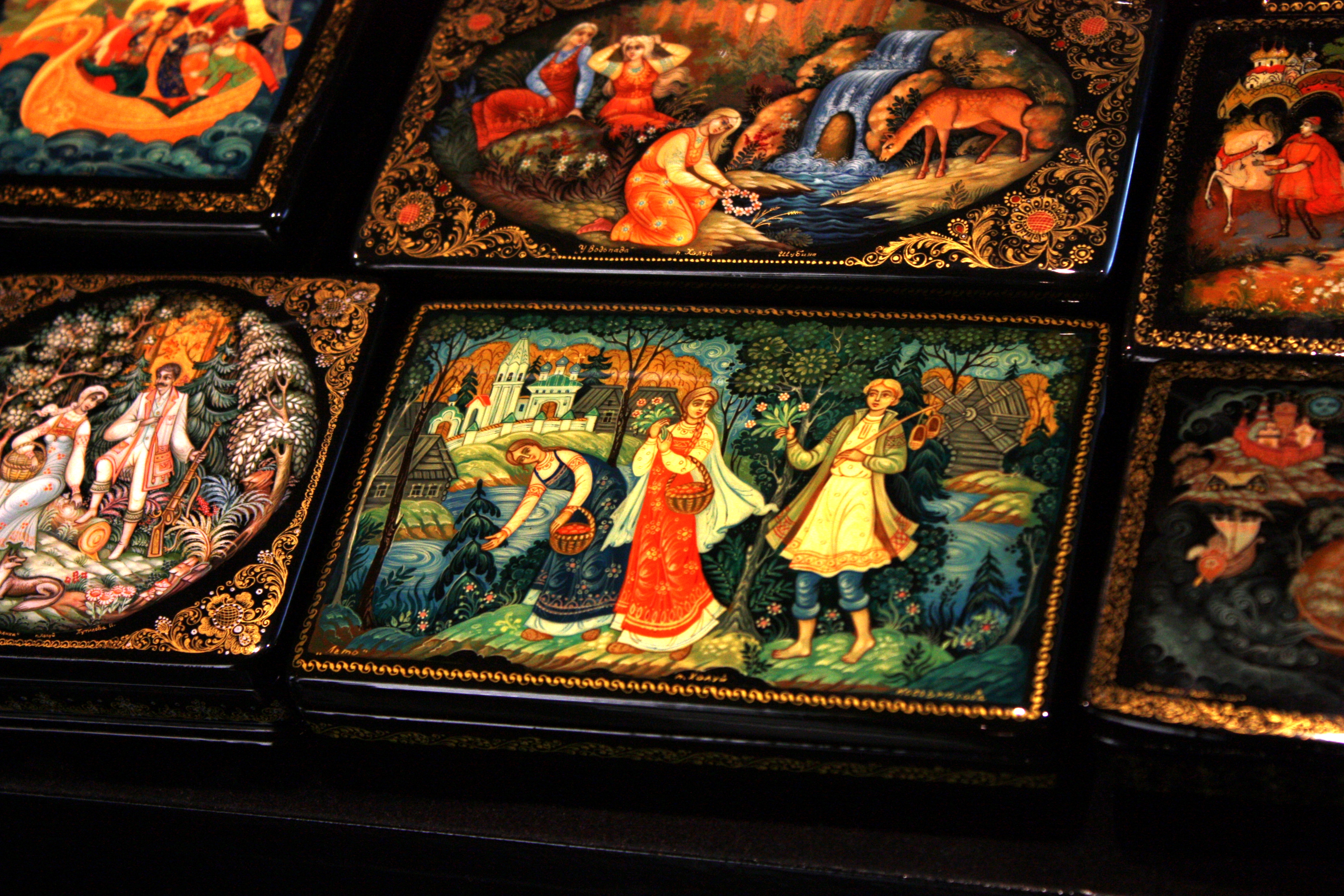
„Sommer“ (das Lackbild in der Mitte, unten)

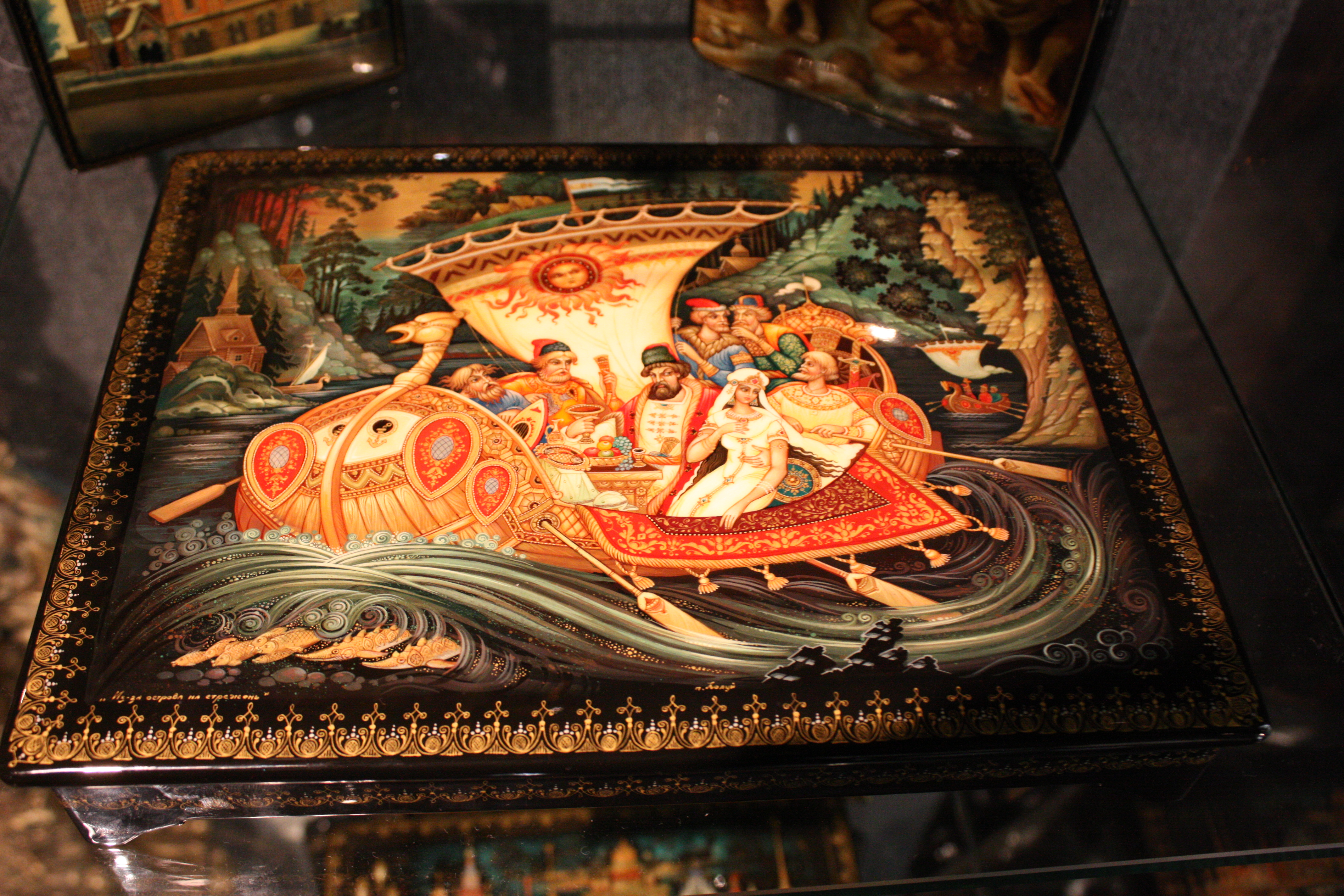

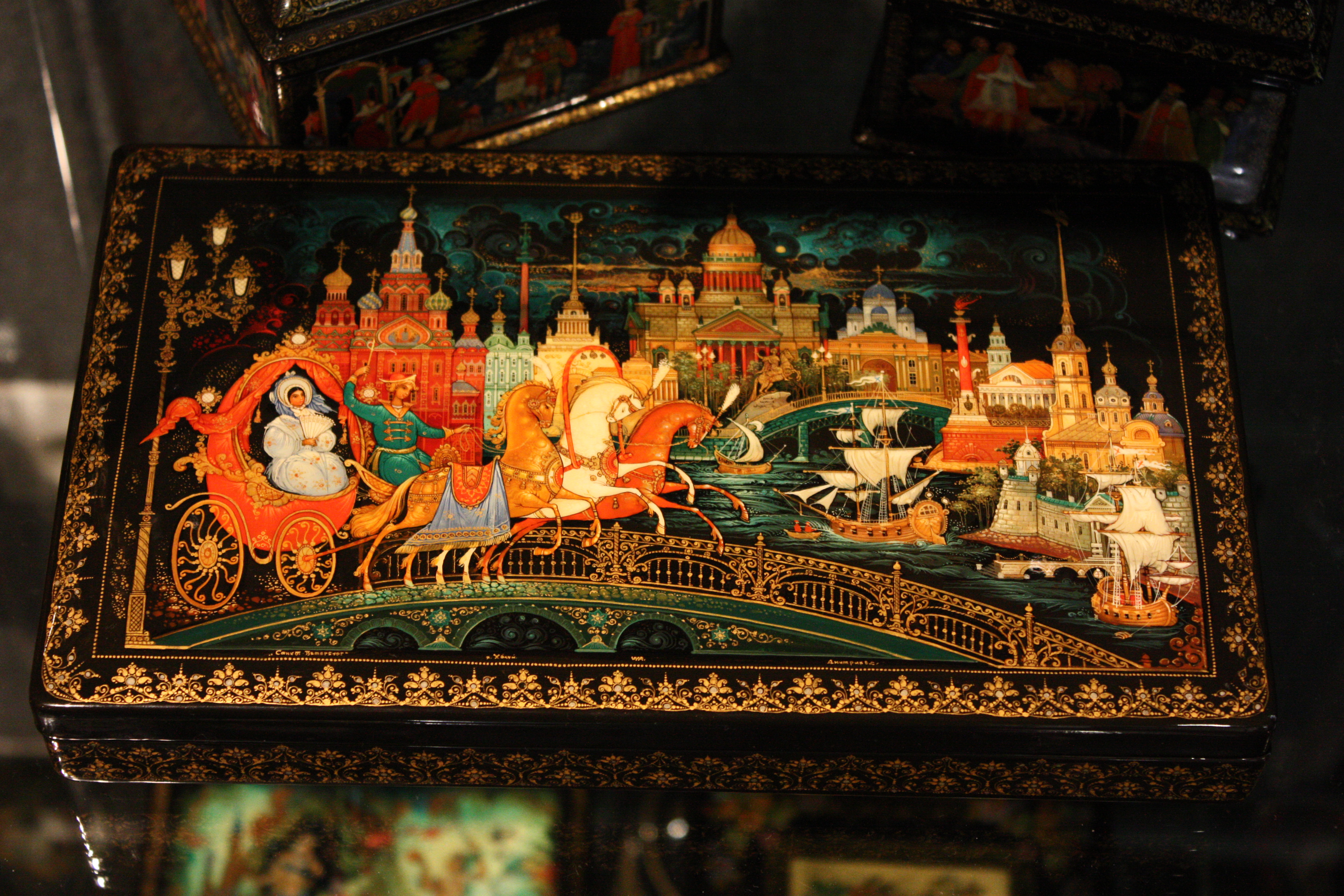
„Sankt Petersburg“

Die vier Zentren der russischen Lackminiaturen: Fedoskino (1795), Palech (1924), Mstjora (1932), Cholui (1934)

Die Lackminiaturen aus Fedoskino (russisch Федоскинская миниатюра, transkribiert Fedoskinskaja miniatjura) sind traditionelle russische Lack-Miniaturmalereien mit Ölfarben auf schwarzen Lackschatullen aus Pappmaché. Die Miniaturen sind im typischen Stil der russischen Volkskunst gemalt. Die virtuose Beherrschung der Maltechnik wurde von Generation zu Generation weitergegeben und immer weiter verfeinert. Die Lackdosen und Lackschachteln wandelten sich mit zunehmender Kunstfertigkeit vom Gebrauchsgegenstand zum Kunstobjekt.
Die Fedoskino-Miniaturen sind nach ihrem ursprünglichen Herkunftsort Fedoskino (Федоскино) benannt, einem alten Dorf nördlich von Moskau, im Rajon Mytischtschi, in der Oblast Moskau. Fedoskino liegt am Fluss Utscha (Уча) 27 km nördlich des Moskauer Autobahnrings, an der Dmitrower Chaussee (russ. Дмитровское шоссе).
Einer der führenden Betriebe zur Herstellung von Lackmalereien in Russland wurde Ende des 18. Jahrhunderts der Betrieb von Korobow/Lukutin in Fedoskino. Die Fedoskino-Miniaturen sind in Russland seit dem Ende des 18. Jahrhunderts weit bekannt geworden. Diese Stücke wurden nicht nur in Russland, sondern auch in Europa populär. Fedoskino wurde ein bedeutendes Zentrum der russischen Miniaturmalerei. Die anderen drei, nicht ganz so bedeutenden, Zentren der russischen Lackminiaturen waren und sind: Palech (Lackminiaturen aus Palech), Mstjora (Lackminiaturen aus Mstjora) und Holui (Lackminiaturen aus Cholui). Sie liegen ebenfalls unweit von Moskau, im Norden.

## Herstellung und Bildmotive

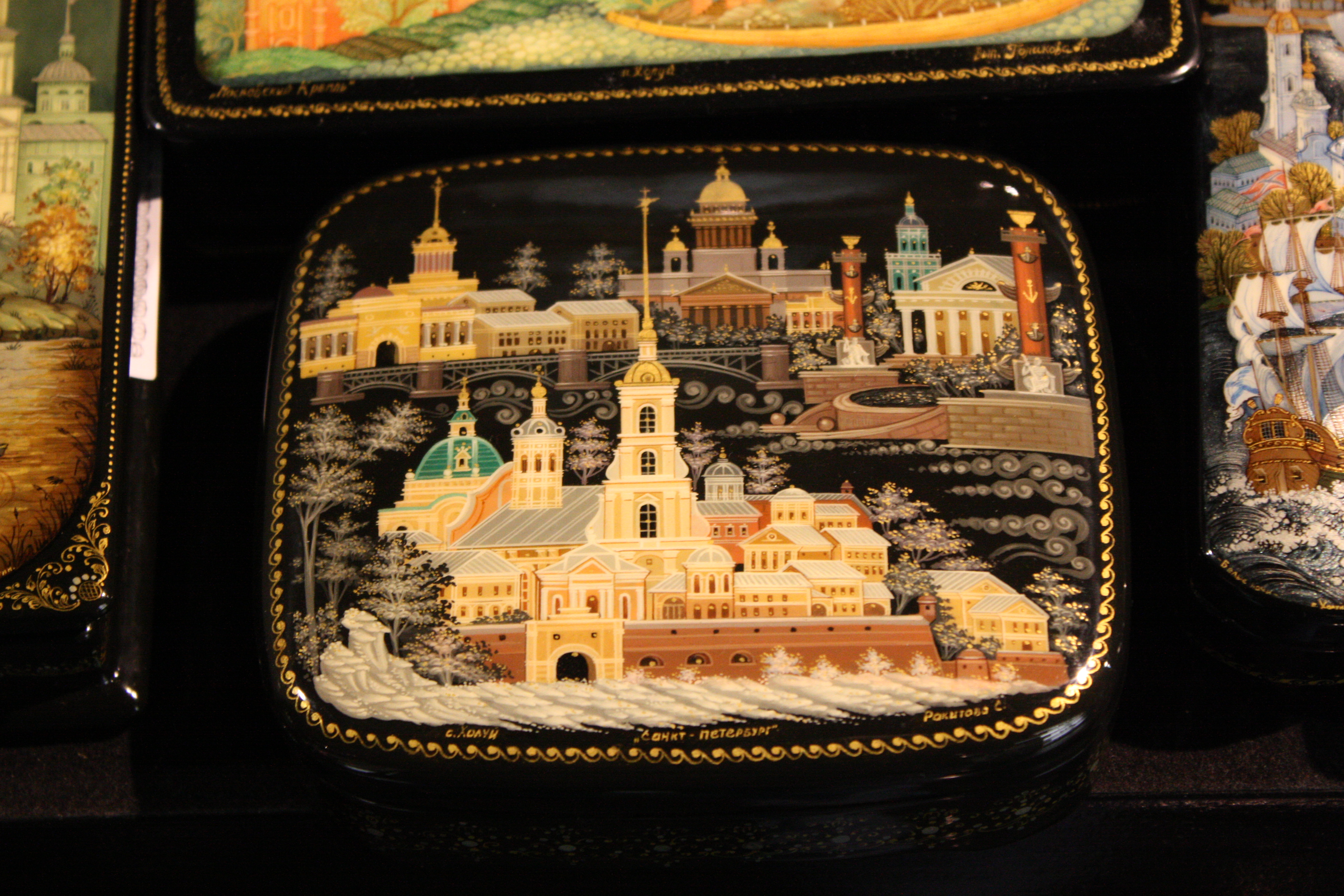
„Sankt Petersburg“

Die Herstellung einer Arbeit dauert ungefähr vier bis sechs Monate, davon allein drei Monate für die Anfertigung der Pappmaché-Schachtel. Die Pappmaché-Rohlinge werden in heißem Leinöl getränkt und trocknen anschließend einen Monat bei Zimmertemperatur und einen weiteren Monat im Trockenofen. Aus einer Mischung aus Ton, Öl und Ruß besteht die Grundierung, dann wird ein schwarzer Firnis aufgebracht. Danach dauert das eigentliche Malen des Miniaturgemäldes auf das Hilfsfabrikat bis zu zwei Monate, und für das abschließende Lackieren und Schleifen vergeht ein weiterer Monat. An aufwändigen Motiven wird bis zu einem Jahr gemalt.
Es gab ein sehr vielfältiges Sortiment an großen und kleinen Schachteln, Kästchen, Schatullen und Dosen verschiedener Größe und Form sowie anderen Gegenständen, die mit Lackminiaturen verziert wurden: Schmuckschatullen, Puderdosen, Tabakdosen, Deckel für Alben, Teedosen, Geldbörsen, Brillenschachteln, Ostereier, Spielkarten-Schatullen, Streichholzschachteln,  Schokoladenschachteln und Fingerhüte.

### Besonderheiten der Lackminiaturen von Fedoskino

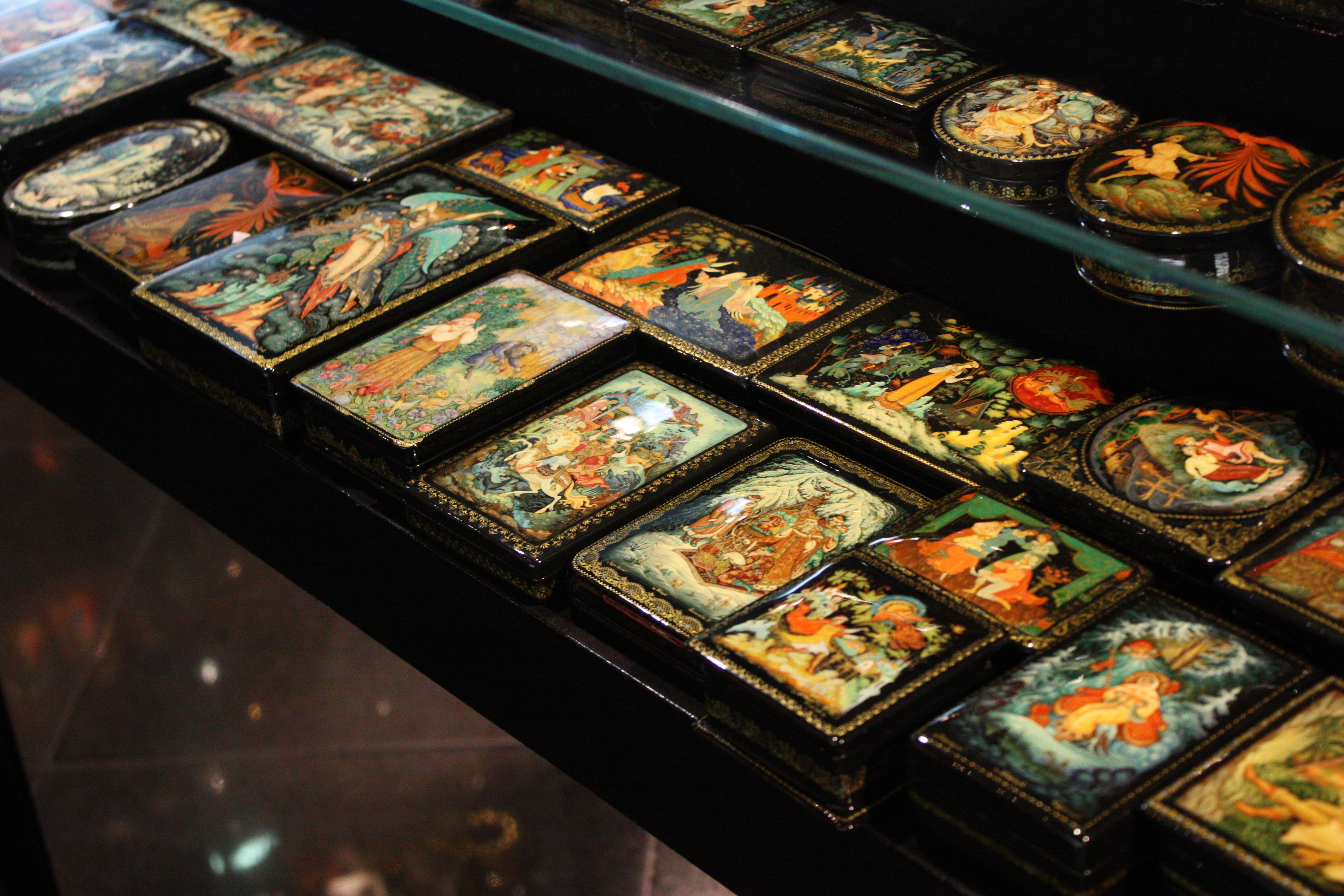

Typisch für die Originaltechnik der Fedoskino-Lackminiaturen ist die „Durchscheinmalerei“. Vor dem Malen wird auf der Oberfläche ein lichtreflektierendes Material aufgetragen. Die Bilder sind meist mit Blattgold oder golden schimmernder Silberbronze unterlegt. Manche Bilder werden mit einer Schicht  Perlmutt hinterlegt, auf die dann gemalt wird, und die teilweise auch mit Gold verziert werden. Für die Perlmutteinlagen wird eine entsprechende Vertiefung ausgeschliffen. Des Weiteren können Metallpulver (Aluminiumpulver oder Bronzepulver), Zinnsulfid, Metallblättchen aus Kupfer, Zink, Aluminium oder Messingfolie (Rauschgold) als Untergrund dienen. Durch das Hinterlegen der Bilder mit einem lichtreflektierenden Untergrund wird ein schimmernder Glanz oder ein silbriges Funkeln erzielt. Der metallische Untergrund schimmert teilweise und kaum wahrnehmbar durch die transparenten Farben hindurch und verleiht dem Bild einen speziellen Tiefeneffekt.
Die Miniaturen wurden in Ölfarben (Temperafarben, durchsichtigen Lackfarben) ausgeführt, die in drei bis vier Schichten aufgetragen werden. Typisch für den Stil der Fedoskino-Miniaturen sind leuchtende und grelle Farben, feine Farbabstufungen und  fließende Übergänge zwischen den Farben sowie eine akkurate realistische Maltechnik. Nachdem der Entwurf der Komposition aufgemalt ist, folgt die detaillierte Ausarbeitung. Abschließend wird dem Objekt mit hellen Farben Lichtglanz verliehen.
Ansonsten sind die Pappmaché-Schachteln meist schwarz lackiert. Der Kontrast der Bildfarben wird durch den glänzenden schwarzen Lackhintergrund noch verstärkt. Viele Schachteln sind sowohl außen als auch innen bemalt, um Schildkrötenpanzer, Birkenrinde, Mahagoniholz, Elfenbein, Malachit oder Tartan zu imitieren. Meist sind die Innenseiten der Deckel zinnoberrot lackiert und tragen einen Fabrikstempel: eine goldene Troika mit der Aufschrift „Fedoskino“. Alle Stücke aus der Fabrik Fedoskino sind nummeriert.
Außer mit Miniaturmalereien werden die Schachteln noch mit Filigranarbeiten verziert, mit entsprechend geformten Miniaturstücken aus Folien, die in den Lack eingelegt werden.

### Bildmotive
Die zur damaligen Zeit beliebten Motive wurden auch zu häufigen Motiven auf den Lackminiaturen aus Fedoskino: Troika, Teetrinkerszenen („Am Samowar“), Szenen aus dem russischen und belarussischen Bauernleben.
Die Lackminiaturen aus Fedoskino zeigen die verschiedensten Motive:
- Alltagsszenen, besonders bäuerliche Szenen und Szenen aus dem Alltag der Kaufleute des 19. Jahrhunderts
- Märchenepisoden aus russischen Volksmärchen (z. B. Ruslan und Ljudmila, Die Froschprinzessin)
- Episoden aus Volksliedern und Erzählungen, z. B. Motive aus der Verserzählung von Alexander Puschkin
- Volksfeste und Volkssitten, Jahrmärkte
- Bauernmädchen
- russische Volksgeschichten und Helden des alten Russland
- Väterchen Frost
- Kopien berühmter Bilder und anderer Kunstwerke russischer und westeuropäischer Künstler

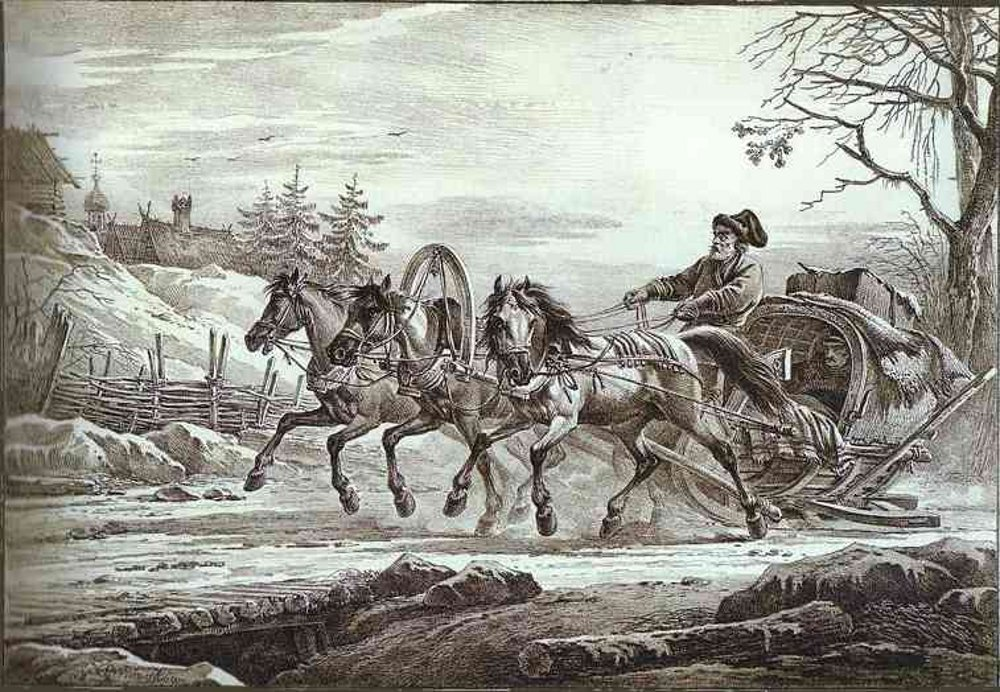
„Troika“ (A. Orłowski)

- Winterlandschaften und Wintermotive, z. B. Troika-Fahrten. Das Motiv der Troika wurde einer Zeichnung von Aleksander Orłowski entlehnt.
- die Natur in der Moskauer Umgebung
- Jagdszenen
- Tiere und Phantasiegestalten
- russische Architekturdenkmäler (z. B. der Moskauer Kreml)
- Städteansichten (z. B. Susdal)
- politische Miniaturplakate

Die Malkunst von Fedoskino ist auch durch die Komposition der Motive geprägt. Am meisten wurden Motive geschätzt, die mit komplizierten Kompositionen verziert waren, die z. B. eine große Anzahl von Personen darstellen.
Die Lukutin-Miniaturbilder (zum Besitzer Lukutin siehe unten) auf Produkten aus Pappmaché unterschieden sich von den europäischen Miniaturbildern insbesondere durch die stark russisch-national geprägte Motivwahl und die besondere Maltechnik.
Die Kunst der Miniaturmaler war einerseits von der russischen Malerei des 18. und 19. Jahrhunderts beeinflusst und andererseits von den Künstlern, die Lackwaren herstellten, die engen Kontakt zum russischen Volk hatten und sich deren grellen dekorativen Elemente der künstlerischen Volkstradition aneigneten.
In die Lackminiaturen flossen Elemente der Tafelbild-Malerei, des Lubok (russische Volksbilderbogen) und der Ikonenmalerei mit ein, ebenso die Tradition der Miniatur-Porträt- und der Miniatur-Landschaftsmalerei.
Heutzutage werden hauptsächlich historische Szenen aus dem Alltagsleben des russischen Volkes, Märchen und historische Ereignisse in der Miniaturmalerei aus Fedoskino dargestellt.

## Geschichte
Die russische Lackminiaturmalerei hat eine jahrhundertealte Tradition und hat ihre Ursprünge in der filigranen Ikonenmalerei.

### Korobow

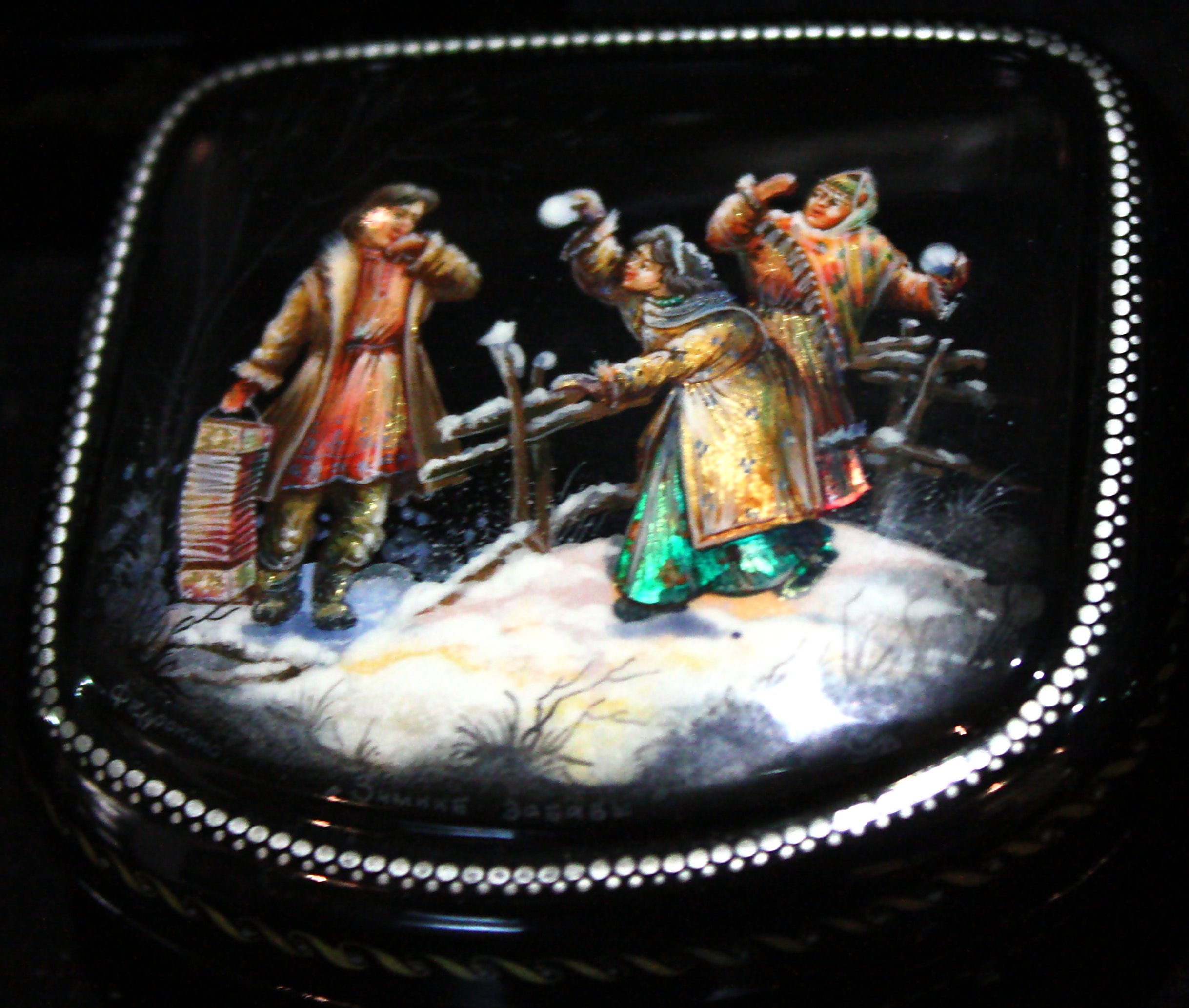

Der alteingesessene Moskauer Kaufmann Pjotr Iwanowitsch Korobow (Пётр Иванович Коробов; † 1819) gründete 1795 in der Nähe von Moskau im Dorf Danilkowo (Данилково) den ersten kleinen Betrieb für die Herstellung von Lackwaren aus Pappmaché. Danilkowo ist heute Ortsteil von Fedoskino. Anfänglich erwarb Korobow in Danilkowo Land, um mit der Fabrikation von lackierten Mützenschirmen für Schildmützen (Tschako) und Helmen für die russische Armee Geld zu verdienen. Da es damals noch keinen Kunststoff gab, wurden die Mützenschirme aus lackiertem Pappmaché hergestellt.
Einige Jahre später, während einer Reise durch Europa, interessierte sich Korobow für die Stobwassersche-Lackwarenmanufaktur in Braunschweig, die damals von Johann Heinrich Stobwasser (1740–1829) geleitet wurde. Korobow konnte bei Stobwasser die erforderlichen Lacke und Farben erwerben. Er lernte dort die Herstellung des deutschen Lacks kennen, wurde in die Geheimnisse der Lackmalerei eingeweiht und übernahm von dort auch die Technologie zur Produktion der Schachteln aus Pappmaché. Korobow lud einige Meister der Fabrik nach Russland ein, um seine Meister und Arbeiter, hauptsächlich angestellte Bauern der Umgebung, anzulernen.
Außer den lackierten Mützenschirmen wurden in seiner Fabrik in Fedoskino nun auch runde „Korobski“-Tabakdosen hergestellt. Nach einer Militärreform, die eine Änderung der Uniform beim russischen Militär mit sich brachte, fanden seine Mützen keinen Absatz mehr, und Korobow stellte die Produktion ganz auf Tabakdosen um. Korobows kleiner Betrieb war eine Manufaktur. Solche Betriebe für Pappmaché-Tabakdosen gab es zu dieser Zeit bereits zahlreich in Russland, denn mit dem Schnupftabak waren auch Schnupftabakdöschen (Lack-Tabakdosen aus Pappmaché) populär geworden. Das Tabakschnupfen kam zu jener Zeit stark in Mode, und dies nicht nur bei Adligen, sondern auch beim einfachen Volk, selbst Frauen schnupften Tabak. Damit kamen auch die Tabakdosen in Mode; sie waren aus Gold, Silber, Porzellan oder aus Pappmaché. In der Region Moskau war Korobows Betrieb der erste, der Pappmaché-Tabakdosen herstellte. Russische Bauern erlernten unter Anleitung deutscher Meister in Fedoskino die Herstellung von Pappmaché.
Die ersten Tabakdosen von Korobow waren nicht bemalt, sondern mit Gravuren beklebt, die überlackiert wurden. Da es noch keine Künstler in der Fabrik gab, wurden die ersten Lackdosen nur mit Bildern beklebt. Mitgebrachte runde Tabakdosen aus Braunschweig, die mit Miniaturgemälden bemalt waren, dienten Korobow als Muster. Erst 1814 gab es Künstler in der Fabrik – gleich nach Napoleons Russlandfeldzug.
Diese Tabakdosen waren rund und schwarz lackiert. Anfangs wurden die Deckel dieser Dosen lediglich mit Miniatur-Gravuren beklebt und mit Lack überzogen. Erst in der zweiten Hälfte des 20. Jahrhunderts wurden dann Tabakdosen, kleine Schatullen und andere Gegenstände mit Miniaturmalereien verziert, die im klassischen Malstil in Ölfarbe ausgeführt waren.

### Lukutin

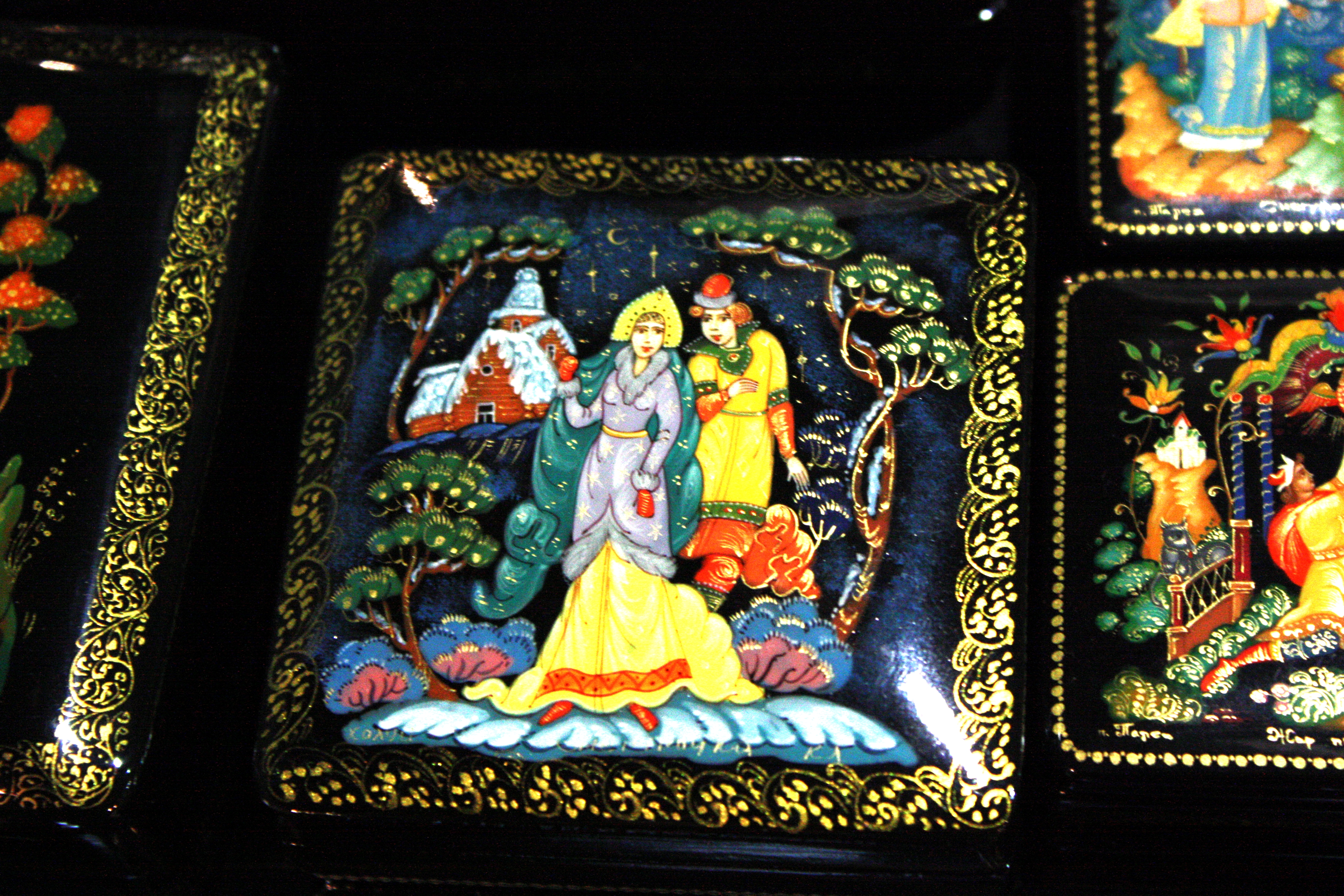

1816 übergab Pjotr Korobow den in Danilkowo angesiedelten Manufakturbetrieb seinem Schwiegersohn Pjotr Wassiljewitsch Lukutin (Пётр Васильевич Лукутин, * 1784; † 1863). Nach Korobows Rückzug aus dem Betrieb (Koronow starb im Jahr 1819) befand sich die Firma für kurze Zeit – 1818 bis 1824 – im Besitz seiner Tochter Jekaterina Korobowa (Екатерина Коробова). Mit der Übernahme durch Pjotr Lukutin begann eine neue Ära in der Entwicklung der Firma. Nun wurden die verschiedensten Formen und Größen von Tabakdosen hergestellt und neue Artikel wie Aufbewahrungsgegenstände für Rauchwaren sowie kleine Schachtische und Puderdosen. Lukutin siedelte die Manufaktur auf der anderen Seite des Flusses Utscha im Dorf Fedoskino an, wo er ein neues Produktionsgebäude errichtete und weitere qualifizierte Miniaturmaler einstellte.
Pjotr Lukutin entstammte einer Moskauer Kaufmannsfamilie. Die Fabrik blieb bis zur Schließung 1904 im Besitz der Lukutins. Pjotr Lukutin änderte die Formen und Motive der Lackminiaturen, wobei er sich am zeitgenössischen Geschmack orientierte. Nachdem Pjotr Lukutin die Miniaturen nicht mehr im Salonstil, sondern im volkstümlichen Stil malen ließ, wurde er 1828 Hoflieferant des russischen Zarenhofs.  Damit waren hohe Qualitätsanforderungen verbunden, und ihm wurde das Recht verliehen, die Lackdosen aus seiner Produktion mit dem russischen Staatswappen, dem Doppeladler, zu versehen.
Die Blütezeit der Lackminiaturen aus Fedoskino fiel in die zweite Hälfte des 19. Jahrhunderts, als die Fabrik von Aleksandr Petrowitsch Lukutin (Александр Петрович Лукутин, * 1819; † 1888), dem Sohn von Pjotr W. Lukutin, geleitet wurde. Damals erreichte die Qualität der Produkte europäisches Niveau, und seine Fabrik war in Russland so bekannt, dass man Pappmaché-Produkte aus der Moskauer Region als Lukinski bezeichnete. Die Lackminiaturen erlangten unter Aleksanders Leitung große Anerkennung und einen hohen Bekanntheitsgrad.  Er entwarf eigenhändig Skizzen für die Schatullen und wählte erfolgversprechende Bilder und Gravuren aus, die als Vorlage für die Miniaturbilder dienten.
Einerseits wurde billig für den Massenmarkt produziert, andererseits wurden exklusive Auftragsarbeiten für wohlhabende Kaufleute und Aristokraten angefertigt. Diese kunstvoll gearbeiteten  Einzelstücke begründeten den guten Ruf von Lukutins Lackminiaturen.
Die ausführenden Künstler waren in der Fabrik angestellt. Viele von ihnen hatten in den Ikonenmalerwerkstätten von Sergijew Possad und Moskau gearbeitet. Einige der Miniaturenmaler konnten auf eine künstlerische Ausbildung verweisen, die sie in der Stroganow-Kunstschule in Moskau erworben hatten.
Nikolai Aleksandrowitsch Lukutin (Николай Александрович Лукутин, * 1852; † 1902), Sohn Aleksandrs, war der letzte aktive Fabrikeigner aus der Familie Lukutin. Nikolai eröffnete in Fedoskino einen Laden zum Verkauf der Lackminiaturen. Er heiratete eine Frau mit großem Vermögen und wurde ein bekannter Moskauer Industrieller, Sammler und Mäzen. Da er nicht auf die Einnahmen aus dem Betrieb in Fedoskino angewiesen war, betrieb er die dortige Produktion nur noch nebenbei zum Zeitvertreib, zumal sie ihm im Lauf der Jahre keinen Gewinn mehr brachte. Nikolai Lukutin hatte 1893 ein neues Gutsherrenhaus in Fedoskino bauen lassen, in dem er auch die Malerwerkstätten unterbringen ließ.
Nachdem Nikolai Lukutin im Jahr 1902 gestorben war, schlossen die Erben 1904 den Betrieb. Seine Tochter verkaufte die historisch wertvolle  Lackminiaturensammlung der Firma ins Ausland. Ein Teil der Meister fand eine Anstellung im Betrieb von W. O. Wischnjakow (siehe unten) im Dorf Ostaschkino, einige Kilometer von Fedoskino entfernt. In dessen Werkstatt wurden Metalltabletts mit Malereien verziert.

### Artel

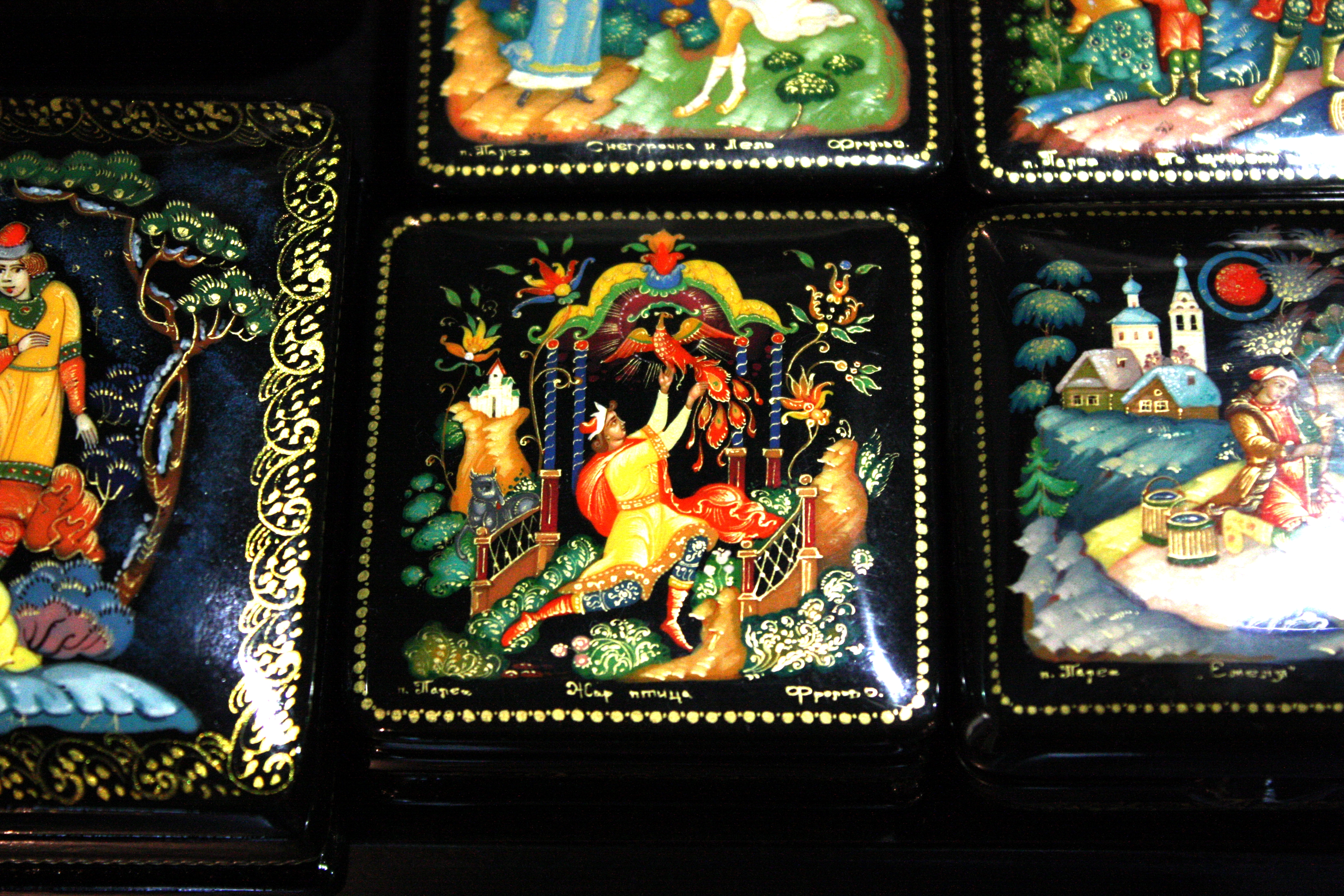
„Feuervogel“

Im Mai 1910 gründeten zehn ehemalige Miniaturmaler eine Genossenschaft (Artel) – den Arbeits-Artel der ehemaligen Meister der Fabrik Lukutin in Fedoskino (Федоскинская трудовая артель бывших мастеров фабрики Лукутина). Die Finanzhilfe dazu kam von der lokalen Verwaltung des Gouvernements (Semstwo) und von St. Morosow (Ст. Морозов), einem Förderer der Handwerkskunst.
1912 arbeiteten 14 Meister mit neun Schülern im Artel. Das Sortiment umfasste 160 verschiedene Artikel. Die Qualität stand nicht hinter den berühmten Miniaturen aus der Lukutin-Werkstatt zurück und übertraf die Qualität ähnlicher Miniaturen aus der Wyschnjakow-Werkstatt bei weitem.
Schon 1913 erhielten die Erzeugnisse des Artels eine Kleine Goldmedaille auf der Allrussischen Landwirtschafts- und Industrie-Ausstellung in Kiew. Eine Zeitlang wurde eine Abbildung dieser Medaillen auch auf die Rückseite der Waren gestempelt.
Die Revolutionsjahre 1917 und die Jahre des russischen Bürgerkriegs waren die schwersten in diesem Handwerk. In den ersten Jahren nach der Oktoberrevolution und der einsetzenden Unterdrückung und Verdrängung der Religion in Russland  hatte das Artel große Probleme, da die Nachfrage stark nachließ und die neuen Machthaber eine negative Einstellung zu den Motiven auf den Lackminiaturen hatten. Die Meister wurden übermäßig stark besteuert, und mehrmals wurde von staatlicher Seite versucht, die Werkstatt zu schließen. Auch die Ikonenmaler hatten in den ersten nachrevolutionären Jahren große Probleme, da es keinen Bedarf mehr an Ikonen gab. Um ihren Broterwerb zu sichern, mussten viele Ikonenmaler in der Sowjetunion in den 1930er Jahren ihr Kunsthandwerk neu ausrichten. Sie wandten sich der Lackmalerei mit volkstümlichen Motiven zu, behielten aber die Malweise der Ikonenmalerei bei. Das führte zum Aufschwung der Lackmalerei auf Pappmaché-Schatullen.
Der Wendepunkt in der offiziellen Einstellung zu den Fedoskino-Lackminiaturen kam 1923, als den Erzeugnissen der Werkstatt auf der Allrussischen Ausstellung für Landwirtschaft und Handwerk (russ. Всероссийская сельскохозяйственная и кустарно-промышленная выставка) in Moskau ein Diplom 1. Grades verliehen wurde. Diese ersten Auszeichnungen nach der Revolution 1917 förderten das Ansehen der Miniaturmaler. Die Produktion wurde allmählich erweitert, die Nachfrage nach Miniaturen aus Fedoskino stieg; sie wurden auch im Ausland verkauft. Erwähnenswert ist ein Diplom der Pariser Weltausstellung 1925 und der Mailänder Ausstellung 1927. Das Handwerk überlebte und erholte sich Ende der 1920er Jahre wieder. Zu dieser Zeit wurde eine Gruppe der talentiertesten Künstler aus der Werkstatt von Wischnjakow (siehe unten) in das Artel integriert. A. W. Bakuschinski (А. В. Бакушинский) und W. M. Wassilenko (В. М. Василенко), zwei bekannte Kunstwissenschaftler, unterstützten die Werkstatt in den 1930er Jahren durch ihre kreative Hilfe.
Anfang der 1940er Jahre wurde das Artel zur Fabrik, welche  Kunst am Fließband produzierte. Im Zweiten Weltkrieg wurden auf Stalins Weisung hin die Künstler aus der Fabrik in Fedoskino nicht zum Kriegsdienst eingezogen. Eine weitere Anordnung Stalins führte dazu, dass alle ehemaligen Künstler aus Fedoskino, die nun an anderen Orten arbeiteten, wieder in Fedoskino angesiedelt wurden.
1931 wurde in Fedoskino eine Berufsschule für Miniaturmalerei gegründet, um dieses Handwerk zu fördern. Die Schule wurde von 1931 bis 1982 von Michail Andreewitsch Bokow (Михаил Андреевич Боков) geleitet. Im  Zweiten Weltkrieg kamen viele der Miniaturmaler um.
Die Miniaturmaler in Fedoskino kopierten von 1930 bis 1950 hauptsächlich Tafelbilder. Um das Sortiment zu erweitern, wurde 1945 zusätzlich eine Experimentierwerkstatt gegründet, dessen wissenschaftliche und künstlerische Leitung dem Wissenschaftlichen Forschungsinstitut für Kunstindustrie (russ. НИИ художественной промышленности) unterstand. Alte aufgegebene Arten der Verzierung und die Malerei auf Perlmutt wurden wieder in das Programm aufgenommen.

### Gegenwart

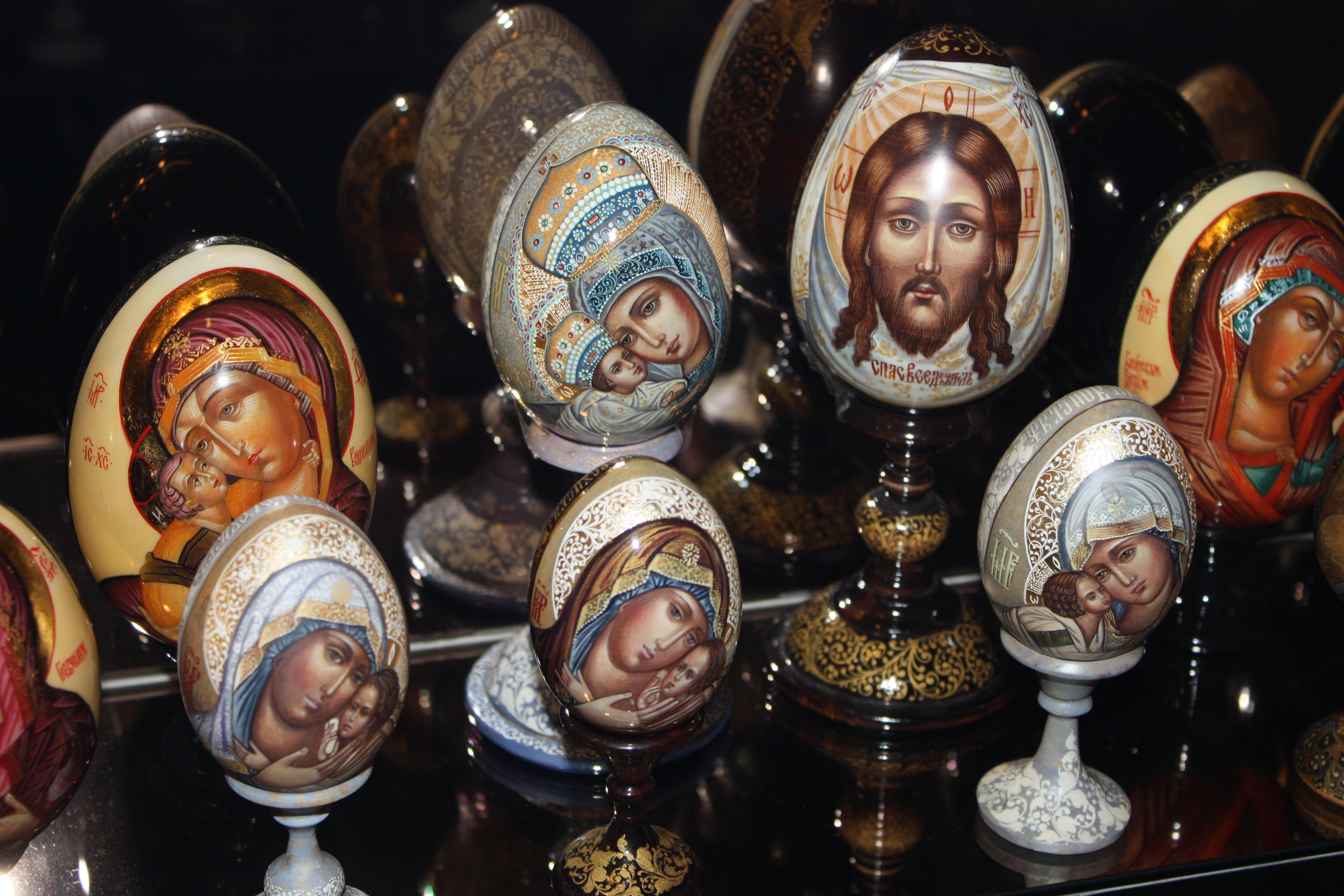

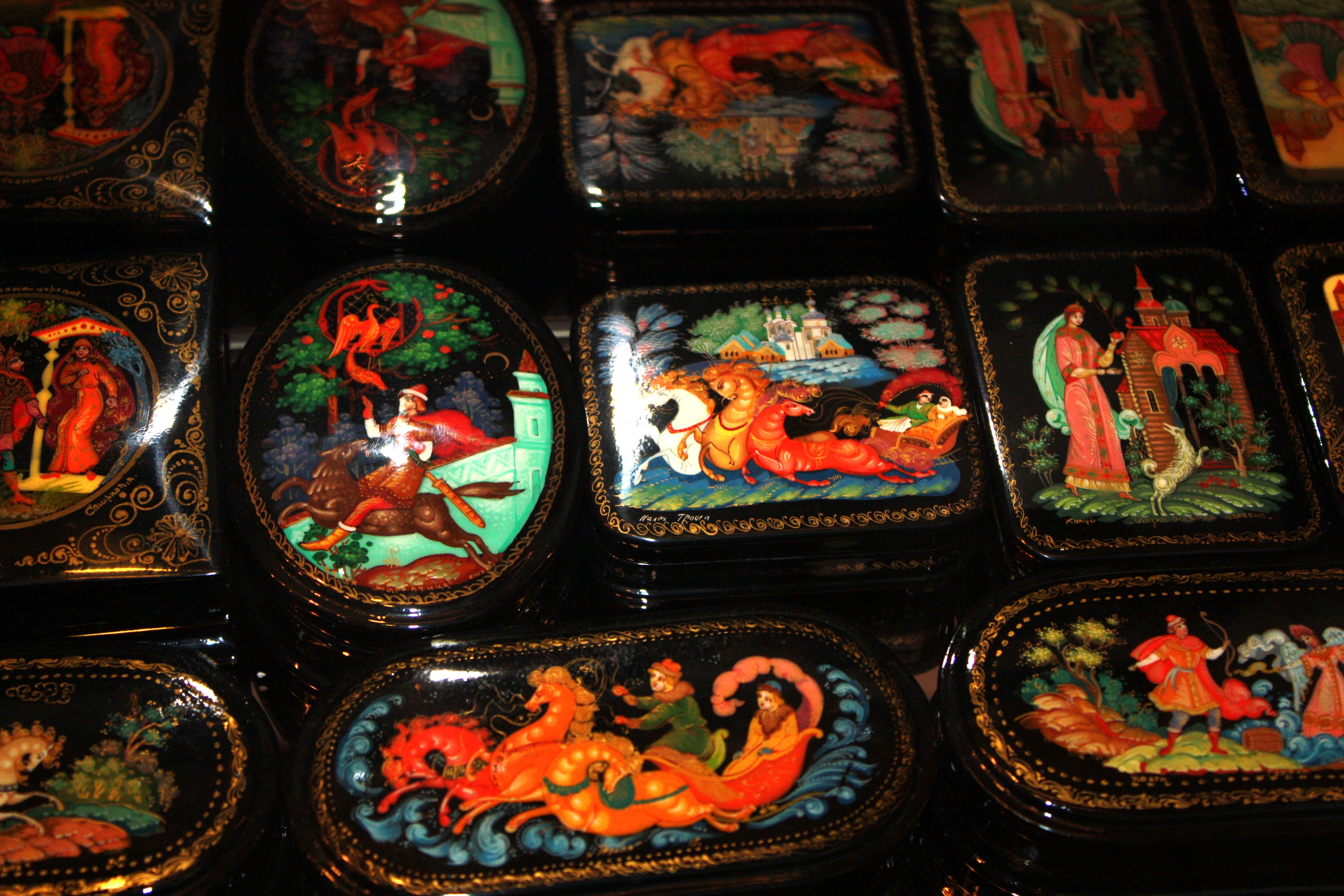
„Troikafahrt“ (Mitte)

Erst Ende der 1950er Jahre traten einzelne individuell arbeitende Miniaturmaler hervor. Anerkannte Miniaturmaler, die einen großen Beitrag zur Entwicklung der Fedoskino-Miniaturen im 20. Jahrhundert leisteten, waren unter anderem: S. I. Borodkin (С. И. Бородкин), D. A. Krylow (Д. А. Крылов), G. I. Larischew (Г.И. Ларишев), W. D. Lipizk (В.Д. Липицк), M. G. Paschinin (М.Г. Пашинин), P. N. Putschkow (П. Н. Пучков), S. P. Rogatow (С. П. Рогатов), A. A. Schawrin (А. А. Шаврин), I. I. Strachow (И.И. Страхов), A. W. Tichomirow (А. В. Тихомиров) und M. S. Tschischow (М.С. Чижов).
In den 1960er Jahren wurde das Artel in die Fedoskino-Fabrik für Miniaturmalerei (russ. Федоскинская фабриа миниатюрной живописи) umbenannt. 1931 wurde eine dem Artel angegliederte Handwerksschule (russ. профессионально-техническая школа миниатюрной живописи) gegründet, die heute Fedoskino-Schule für Miniaturmalerei (russ. Федоскинская школа миниатюрной живописи) heißt.
1950 bis 1980 bildete die Schule Spezialisten für Lackminiaturen, Finift aus Rostow (russ. Ростовская финифть; künstlerische Emaillearbeiten) und für Malerei auf Metall aus Schostow (russ. Жостовская роспись) aus. Die Schüler lernen dort ab der 9. Klasse vier Jahre lang ihren Beruf.
In den 1970er Jahren wurde für die Fabrik in Fedoskino ein neues siebenstöckiges Gebäude gebaut und ein Trakt für die Schule.
Gegenwärtig (2009) ist die Fabrik in Staatsbesitz. Ungefähr 100 Künstler arbeiten für die Fabrik, meist freischaffend für Auftragsarbeiten, und setzen die lange  Tradition der Fedoskino-Miniaturen fort. Die wirtschaftliche Lage der Fabrik ist jedoch seit Jahren angespannt, unter anderem, weil die zu Sowjetzeit üblichen großen staatlichen Aufträge anlässlich der häufigen offiziellen Jubiläen wegfielen. Im Winter 2004/2005 wurden die Arbeiter und Künstler für vier Monate nach Hause geschickt. Die Produktion betrug 2003 bis 2005 2.500 bis 3.000 Stück; im Jahr 2006 wurden 6.000 Stück hergestellt. Zu Lukutins Zeiten stellte die Fabrik insgesamt 20.000 Stück her und während der Sowjetzeit in den 1970er und 1980er Jahren 120.000 Stück.
Dem Betrieb angegliedert ist ein Museum mit 2.000 Exponaten, das älteste ist 150 Jahre alt. Das Museum zählt monatlich etwa 1.500 Besucher.
Die Lackminiaturen aus Palech sind heute die größte Konkurrenz für die Erzeugnisse aus Fedoskino.

### Wischnjakow (Konkurrent von Lukutin)

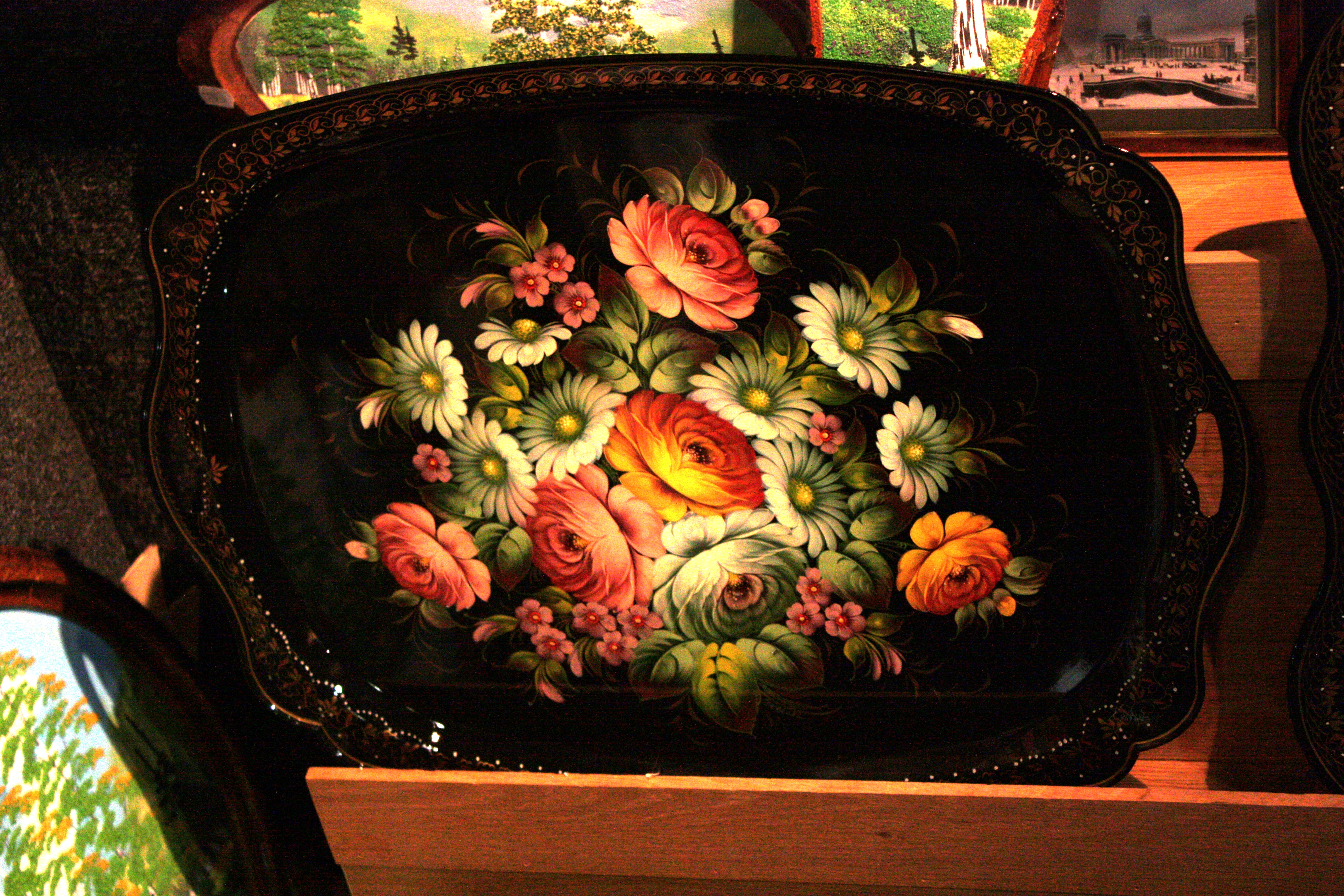

Ende des 18. Jahrhunderts und Anfang des 19. Jahrhunderts entstanden im Gouvernement Moskau und im Gouvernement Sankt Petersburg zahlreiche Werkstätten, in denen lackierte Schnupftabakdöschen aus Pappmaché hergestellt wurden. Später wurden in den benachbarten Dörfern von anderen Unternehmern ähnliche Malwerkstätten gegründet.
Die Miniaturmalerei-Manufakturbesitzer Wischnjakow entstammten einer Familie von leibeigenen Bauern des Grafen Scheremetew und hatten mehrere Werkstätten in der Moskauer Gegend. Die Brüder hießen Taras, Egor und Filipp Nikititsch Wischnjakow.
Die erste Werkstatt eröffnete Filipp Nikititsch Wischnjakow (Филипп Никитич Вишняков) 1780 im Dorf Schostowo (Жостово), die dann nach Moskau verlegt wurde.
Er hatte eine Zeitlang in der Werkstatt Korobows in Fedoskino gearbeitet und sich dort die Mal- und Fertigungstechniken angeeignet, um dann seine eigene Werkstatt zu eröffnen. Nachdem Filipp Wischnjakow genügend Kapital angesammelt hatte, verkaufte er seine Waren in Eigenregie nach Moskau und zog dann auch nach Moskau  an den Zwetnoj Bulwar (Цветной бульвар/Blumenboulevard) um. Seine Manufaktur existierte bis 1840.
In Moskau eröffnete er einen neuen Betrieb, während die Werkstatt im Dorf Schostowo sein Bruder Taras Wischnjakow weiterführte. Er leitete das Moskauer Unternehmen, bis 1825 sein Sohn Ossip Filippowitsch Wischnjakow (Осип Филиппович Вишняков, † 1888) in seine Fußstapfen trat und es erfolgreich leitete. Die Werkstatt wurde Ende der 1820er Jahre von Ossips Onkel Pjotr und Wassili Wischnjakow übernommen.
Ossip Wischnjakow gründete später gemeinsam mit E. F. Beljajew (Е. Ф. Беляев) eine eigene Werkstatt. Diese Werkstatt von Wischnjakow und Beljajew, deren erste Erzeugnisse 1830 auftauchten, wurde die größte der Region und Anfang des 19. Jahrhunderts ein maßgeblicher  Konkurrent für den Betrieb von Korobow und Lukutin. In der zweiten Hälfte des 19. Jahrhunderts wurden die Lackminiaturen aus der Fabrikation von Wischnjakow genauso bekannt wie die von Lukutin. Beide Unternehmen traten in einen kreativen Wettbewerb, es waren die beiden führenden Manufakturen für Lackminiaturen in der Moskauer Gegend. Beide Werkstätten beeinflussten sich gegenseitig in ihrer Kunst, Meister wurden getauscht, Veränderungen in der Maltechnik ausspioniert und technische Neuerungen der jeweils anderen übernommen.
Die Arbeitszeit betrug 14 Stunden, an Jahrmarktstagen 18 bis 20 Stunden. Alle Werkstätten waren Familienwerkstätten. Die Tradition der Miniatur-Lackmalerei wirkte befruchtend auf die Malerei vieler anderer Malwerkstätten. So entstand in diesen Dörfern im Norden Moskaus ein starkes Zentrum der Lackmalerei. Sein Dorfnachbar Beljajew übertraf den finanziellen Erfolg der Familie Wischnjakow noch. Er hatte 50 Angestellte und nahm jährlich 20.000 Rubel ein und übertraf damit die Wischnjakows um 8.000 Rubel.
1830 gab es in der Gegend acht Werkstätten, deren Zahl bis 1876 auf 20 anwuchs. 1876 bis 1888 befassten sich die Bauern in unzähligen Dörfern des Gouvernements Moskau mit der Lackmalerei:
- Im Dorf Sorokino (Сорокино) eröffnete Aleksei Wischnjakow (Алексей Вишняков) eine Werkstatt gemeinsam mit Sachar Petrow (Захар Петров) und E. F. Beljajew (Е.Ф.Беляев, 1830–1885).
- Im Dorf Ostaschkowo eröffneten Wassili Wischnajkow (Василий Вишняков) und Kiril Panski (Кирил Пански) eine Werkstatt.
- Im Dorf Nowoselzewo (Новосельцево) betrieb Stepan Filischkow (Степан Филишков) ebenfalls eine Werkstatt.